# Andes melanobasis
Andes melanobasis är en insektsart som beskrevs av Hajime Ishihara 1957. Andes melanobasis ingår i släktet Andes och familjen kilstritar. Inga underarter finns listade i Catalogue of Life.